# Albons
Albons is een klein dorp en een gemeente in de Spaanse provincie Girona met een oppervlakte van 11 km². Albons telt 765 inwoners (1 januari 2016). De steden Girona en Figueres liggen in de directe nabijheid.
Albons is een van de oudste vissersdorpen van de Costa Brava. Het ligt ca. 4 km vanaf het eerste strandje van de kustplaats L'Escala.

## Demografische ontwikkeling
Bron: INE, 1857-2011: volkstellingen